# Meron
|  | Aquest article tracta sobre el consell regional d'Israel. Si cerqueu el llac bíblic de Merom, vegeu «Llac Hula». |

Meron (en hebreu, מירון) és un moixav del consell regional de Merom de Galilea, al Nord d'Israel. Situat a l'Alta Galilea, es troba a uns cinc quilòmetres al nord-oest de Safed. Fou fundat el 1949 al mateix lloc que el poble bíblic amb el mateix nom per uns quants soldats jueus ortodoxos llicenciats després de la guerra araboisraeliana de 1948.
El moixav és conegut per la tomba del rabí Ximon bar Yohaï, un rabí del segle i que contribuí substanciosament a la Mixnà, citat sovint al Talmud i a qui s'atribueix la redacció d'un llibre cabalístic, el Zohar. Actualment, el moixav també és conegut per la concorreguda celebració anual del Lag ba-Omer. També és costum anar a Merom per celebrar-hi l'Upsherin, el primer tall dels cabells d'un nen a l'edat de tres anys.
El 14 de juliol de 2006, un míssil Katiúixa llançat des del Líban va caure a Meron, causant la mort de dues persones.